# حرية الاعتقاد في الهند
تضمن المواد 25-28 من دستور الهند الحق الأساسي بحرية الاعتقاد في البلاد، فبعد نشوء الهند المعاصرة عام 1947، تعدلت مقدمّة دستورها عام 1976 لتنص على أنّها دولة علمانية، بيد أنّه في قضية سومابا رايابا بوماي ضد الاتحاد الهندي، قضت المحكمة الهندية العليا أنّ الهند كانت دولة علمانية بالأصل منذ تبنّيها لدستورها، وجلُّ ما قام به ذاك التعديل هو التصريح الواضح بما انطوت عليه المواد 25 إلى 28، فيمتلك كل مواطن في الهند الحق في ممارسة دينه والترويج له بسلام.
تُعتبر الهند إحدى أكثر الأمم تنوعاً من حيث الديانات، لكونها مسقط رأسٍ لأربع ديانات رئيسية هي الجاينية، والهندوسية، والبوذية والسيخية، ورغم أنّ الهندوس يشكلون قرابة 80% من تعداد السكان، تحتضن الهند شعائر دينية خاصة بكل منطقة، فمثلاً، تضم جامو وكشمير غالبيةً مسلمة، وتسكن بنجاب غالبية سيخية، بينما تتضمن كل من ناغالاند، وميغالايا وميزورام غالبيات مسيحية، وتتركز أعداد كبيرة من البوذيين في ولايات الهمالايا الهندية، مثل سيكيم ولاداخ، وأروناجل برديش وولاية ماهاراشترا ومقاطعة دارجيلنغ في البنغال الغربية، علماً أنّ البلاد تتضمّن أعداداً سكانية كبيرة من المسلمين، والسيخيين، والمسيحيين، والبوذيين، والجاينيين والزراديشتيين، ويُعتبر الإسلام أكبر دين للأقليات في الهند، كما يحتل المسلمون الهنديون المرتبة الثالثة من حيث تعداد السكان المسلمين حول العالم، مشكّلين ما يزيد عن 14% من عدد سكان الهند.
كتب راجني كوثاري، مؤسس مركز دراسة المجتمعات النامية: «إنّ الهند بلد مبني على أساسات حضارة متسامحة في جوهرها.»

## تاريخها

### تقليد حرية الاعتقاد
تجسدت الطبيعة التعددية للمجتمع الهندي في القرن الثالث قبل الميلاد في نقش عن أشوكا:
يحترم الحاكم أشوكا المقرب من الآلهة جميع الطوائف، والجاهدين (النسّاك) أو من يتفكّرون في منازلهم، فيكرمهم بالصدقة وبطرق أخرى، ولكنه يُولي لهذه الصدقة وهذا الاحترام أهمية أقل من التعهد بشهادة سيادة الفضائل، والتي تشكّل الجزء الأساسي منهما.
ولهذه الفضائل مصدر مشترك؛ تواضع الكلام، أي أنّه على المرء ألّا يشيد بعقيدته الخاصة مكذباً العقائد الأخرى، وألّا يهين هذه العقائد بدون أسباب مشروعة، بل يجب على المرء، نقيض ذلك، أن يقدّم للعقائد الأخرى الاحترام الذي يليق بها.
من جهة أخرى يُعلن الإمبراطور خارفيلا نفسه في نصه (في القرن الثاني قبل الميلاد تقريباً) «عابداً من جميع الطوائف ومرمماً لكل الأضرحة» ويجب أن يُقارن الوصف الذاتي لخارفيلا مع الحكّام الآخرين حول العالم، الذين تفاخروا بتلقيب أنفسهم بالـ«مدافعين عن العقيدة (الحقيقية الوحيدة).»
رسّخ معلمو السيخية حرية الاعتقاد في عقيدتهم لدرجة أنّهم أخذوا على عاتقهم المحاربة من أجل الحرية الدينية للآخرين في حين كان السيخيون أنفسهم أقلية مضطهدة في ظل العديد من الحكام المغول مثل أورانغزيب، حتى أن المعلم السادس للسيخيين، الغورو هارغوبيند، قد أنشأ جامعاً لتلاميذه المسلمين، بدلاً من إخضاعهم لأيّ ضغط لتبنّي العقيدة السيخية، وقد استمر تقليد الحرية الدينية في ظل الإمبراطورية السيخية، وكلّف حكام سيخيون لإمارات سيخية أخرى إنشاء عدة دور غوردوارا، ومعابد وجوامع لرعاياهم متنوعي العقائد.

### ملجأ من الاضطهاد الديني
مثّلت الهند بتسامحها الديني ملجأً للمجموعات التي لاقت الاضطهاد في أماكن أخرى.
- اليهود: وُهب اليهود في الهند أراضٍ وحقوقاً تجارية، وتُعتبر مدينة كوشين، الواقعة فيما يسمى اليوم بكيرالا، أقدم المجتمعات اليهودية الثلاثة الراسخة في الهند، فقد وصل إليها التجار من يهودا وإسرائيل منذ 2500 سنة مضت، وهم يعرفون اليوم بيهود كوشين، وتشير سجلات اليهود إلى أنّ تاريخ وصولهم الأول يعود لعام 562 قبل الميلاد، كما فرّ المزيد من اليهود من كيرالا عام 68 بعد الميلاد هرباً من اعتداءات الرومانيين على القدس.
- المسيحيون: يُعتقد أنّ المسيحية قد وصلت للهند في القرن الأول عبر القدّيس توما الذي أسس لمسيحيي القديس توما في كيرالا، وبعد ذلك جلب المبشرون الأوروبيون في القرنين الخامس عشر والسادس عشر الدين المسيحي لمناطق مثل غوا ومانغلور، كما وصلت الحملات التبشيرية البروتستانتية لشمال شرقي الهند في القرنين الثامن عشر والتاسع عشر.
- البارسيون: وصل الزرادشتيون من إيران الكبرى للهند هرباً من الاضطهاد الديني في وطنهم في القرن التاسع، وقد تنامت أعدادهم في البلاد الجديدة، وفي القرنين الثامن عشر والتاسع عشر تدخّلوا نيابةً عن معتنقي ديانتهم الذين كانوا ما يزالون في إيران الكبرى، وقد صدرت منهم عائلة تاتا الصناعية الرائدة في الهند بالإضافة إلى أحد المشيرين الهنديين الوحيدين؛ المشير صموئيل مانيكشو.
- البوذيون التيبيتيون: بعيداً عن إيواء اللاجئين البوذيين التيبيتيين الذين فرّوا من وطنهم بعدما احتلته الصين عام 1959، تُعتبر الهند اليوم موطناً للدالاي لاما، وهو لاما رفيع المقام من المدرسة الغيلوغية في البوذية التيبيتية.
- البهائيون: تضم الهند اليوم أكبر جمهرة من البهائيين في العالم، وتُقدّر بـ4572 فرداً، وكانوا قد لجأوا جميعاً إلى الهند جرّاء اضطهادهم الديني في إيران.[6]

### الاضطرابات والنزاعات الدينية قبل عام 1947
وقعت أحداث بارزة ذات طابع ديني، من تعصب، ونزاع وشغب، عدة مرات.
طُبّقت محاكم التفتيش ضد السكان الهندوسيين، والمسلمين واليهود في غوا في ظل الحكم البرتغالي.

### العنف الطائفي خلال تقسيم الهند عام 1947
انتشرت أعمال الشغب بشكل واسع خلال انقسام الهند عام 1947، فطُبّق عنف طائفي موجّه ضد الأقليات الهندوسية والسيخية في المناطق التي أصبحت تابعة للباكستان، وفي الوقت ذاته تمت ممارسة أشكال العنف ضد الأقليات المسلمة في مناطق الغالبية الهندوسية أو السيخية.

### تاريخ التحوّل الديني
بعد ظهور الإسلام، عندما بدأ التحيز الديني ضد الطوائف غير الإسلامية يزداد شدة، بدأت الهندوسية بتبني هوية مميزة، وخلال القرن الرابع عشر، نشأت السيخية أيضاً وجذبت لعقيدتها عدداً من الناس في بنجاب، كما للمسيحية تاريخ يعود لقدوم القديس توما الرسول للهند حوال عام 48 بعد الميلاد، ويُقال أنّ برثولماوس قد تبعه نحو عام 55 بعد الميلاد، ويُشار إلى أن فاسكو دي غاما قد زار كاليكوت عام 1498 بعد الميلاد ليجد ما يزيد على مئتي ألف مسيحي في منطقة كيرالا.
أحبطت الحكومة البريطانية في البداية أي نشاط تبشيري، ولكنها سمحت بدخول المبشرين البيض عام 1837 إلى مقاطعتها جراء ضغط اللوبي الإنجيلي في البرلمان البريطاني.
أثار التحول الديني الكثير من الانتباه وتسبب بعداءات ضمن العائلات الهندية، ورغم أن هذا التحول قد حلّ أزمة ما قبل التحول الديني، فإنه قد تسبب بالمزيد من المشاكل في حياة المتحول دينياً، وتفاوتت أنواع العداءات بين: القتل، والتهديد به، والخوف من المشاكل المستقبلية أو تبرؤ الأهل والأصدقاء.

## القوانين والدستور الهندي
تتضمن مقدمة الدستور الهندي كلمة (علماني)، وتشير المواد 25-28 إلى أنّ الدولة لن تميز، أو ترعى، أو تتطفل على عمل أي دين، ولكنها تحمي الديانات أو الجماعات الفردية بإضافة الحقوق الدينية على أنّها حقوق أساسية، فتنص المادة 25 على أنّ «جميع الأفراد متساوون في التمتع بحرية الاعتقاد والحق بالمجاهرة بدينهم وممارسته ونشره، مع الالتزام بالنظام، والأخلاق والصحة العامّين،» كما تشير المادة 26 إلى حق جميع الطوائف بإدارة شؤونها الخاصة فيما يتعلق بالدين، علماً أنّ جميع هذه الحقوق تخضع لتنظيم الدولة.